# مقطع الحجر كبير
مقطع الحجر كبير قرية سوريّة تتبع إداريّاً لمحافظة حلب منطقة منبج ناحية أبو كهف، بلغ تعداد سكانها 1,066 نسمة حسب التعداد السكاني لعام 2004.